# Ričardas Degutis

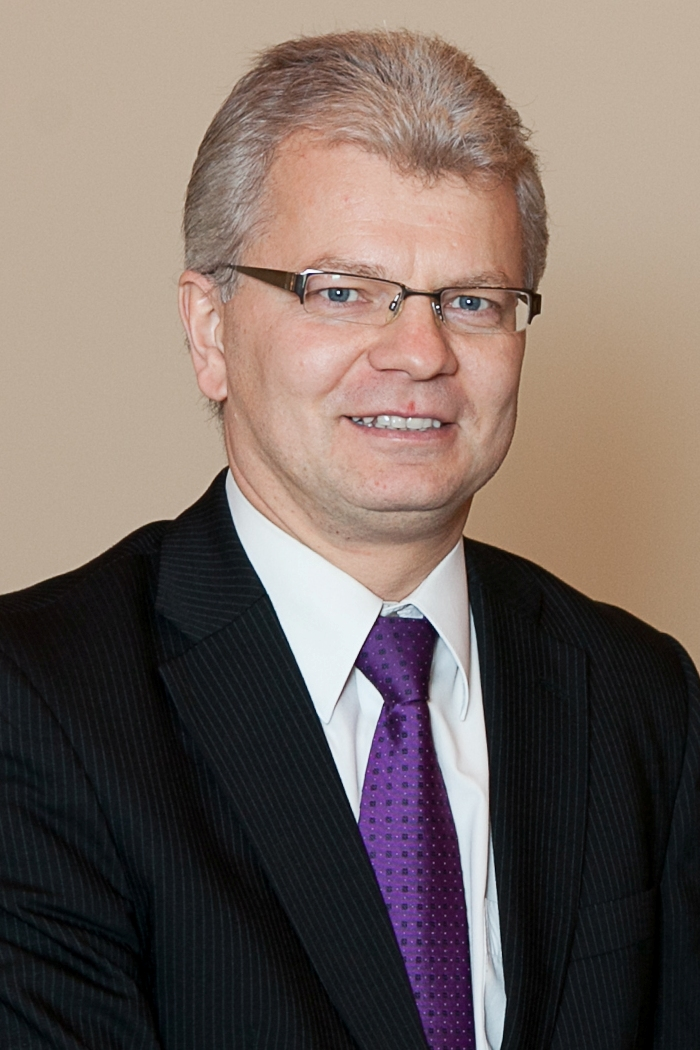
Ričardas Degutis

Ričardas Degutis (*  20. Mai 1966 in Vilnius) ist ein litauischer Diplomat, Verkehrspolitiker und Vizeminister.

## Leben
Nach dem Abitur 1984 an der S.-Nėris-Mittelschule studierte Degutis von 1984 bis 1991 an der Fakultät der Geschichte der Vilniaus universitetas. Er bildete sich weiter in England. Seit 1991 arbeitet er  im Außenministerium Litauens. Von 1992 bis 1996 arbeitete er in der litauischen Botschaft in Moskau.
Von 2005 bis 2008 war Degutis Botschafter in Georgien,
von 2009 bis 2001 Generalkonsul in Sankt Petersburg. Von September 2011 bis 2016 war er Botschafter in Lettland. Seit dem 4. Januar 2016 ist er stellvertretender Verkehrsminister Litauens, Stellvertreter von Rokas Masiulis im Kabinett Skvernelis.

## Auszeichnungen
- 2003: Ordino „Už nuopelnus Lietuvai“ Riterio kryžius[4]